# Маццола, Джузеппе
Джузеппе Гауденцио Маццола (итал. Giuseppe Mazzola; 5 декабря 1748, Вальдуджа, Пьемонт — 24 ноября 1838, Милан, Ломбардия) — художник итальянского неоклассицизма ломбардской школы: рисовальщик и живописец, педагог.

## Биография
Отец художника занимался отливкой колоколов. Дядя — Карло Джузеппе служил приходским священником. В 1767 году молодой Маццола встретился с художником Джованни Баттистой Канталупи, который расписывал фасад местной приходской церкви. Обратив внимание на талант Маццолы, тот предложил ему принять участие в работе. Позже Канталупи взял его с собой в Мьязино (Пьемонт), где учил юношу основам живописи. В 1768 году Маццола, с целью углубления своих навыков, отправился в Варалло. В 1769 году на несколько месяцев переехал в Милан, где работал в мастерской художника Мартина Кноллера.

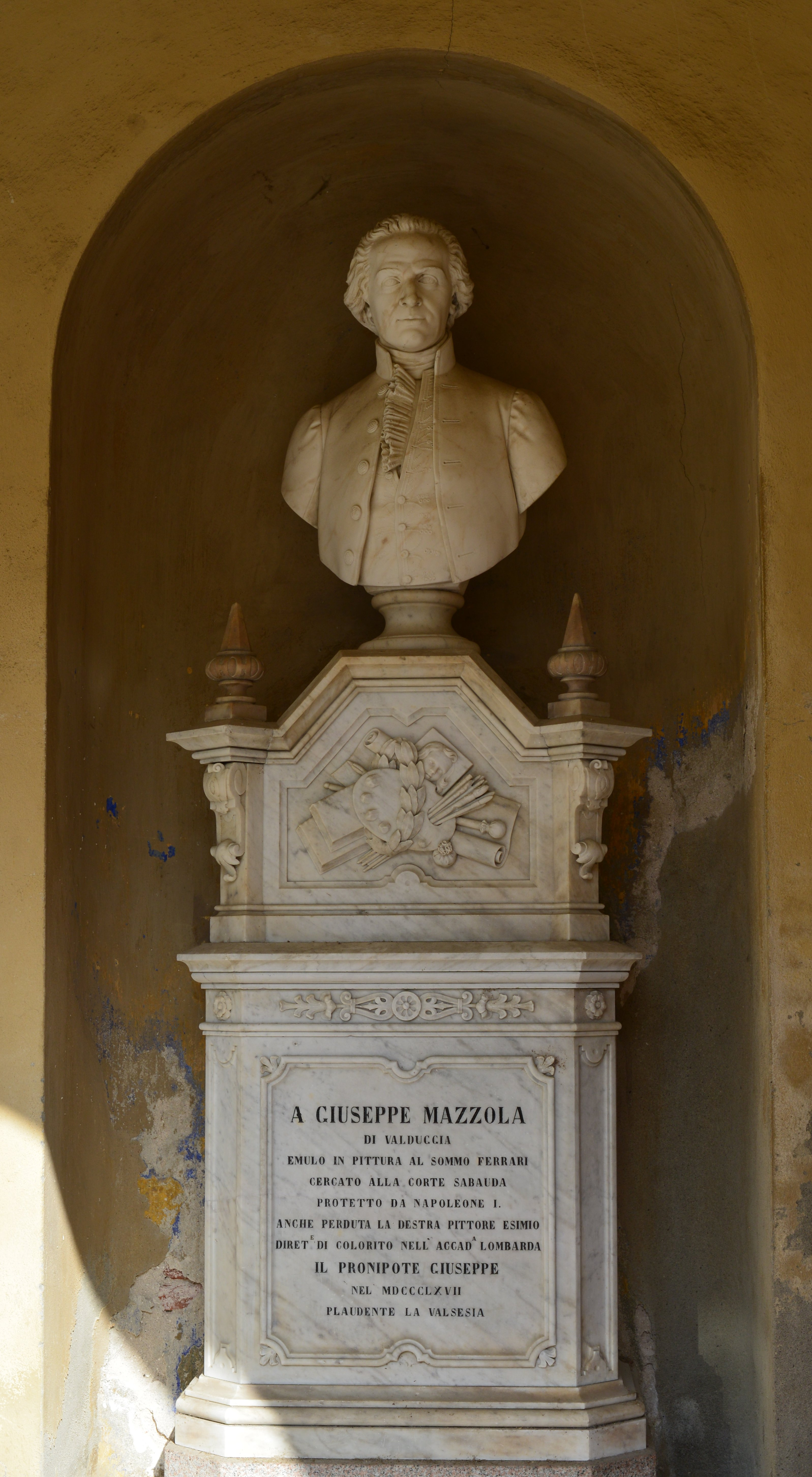
Бюст Джузеппе Маццола. Вальдуджа

В 1770 году переехал в Парму и поступил в местную Академию изящных искусств (Accademia di belle arti di Parma), совершенствовал свои навыки копированием произведений Корреджо.
В 1774 году отправился в Турин, где познакомился с графом Карлом фон Фирмианом, который представил его двору короля Сардинии Виктора Амадея III. Вскоре работы Джузеппе Маццолы стали известны членам королевской семьи и аристократам Савойского двора, которые стали заказывать у него картины.
В 1777 году Маццола уехал в Рим, где савойский легат Пьетро Джузеппе Гранери рекомендовал его кардиналу Джованни Франческо Альбани, направившему его в ученики к Антону Рафаэлю Менгсу. Затем Маццола стал учеником Антона фон Марона.
Между 1783 и 1789 годами Маццола снова вёл активную деятельность в Риме. Академия Святого Луки предложила художнику представить на ежегодном конкурсе картину о царе Нине и Семирамиде. Наконец, принц Маркантонио Боргезе заказал ему большую картину, на которой изображен Марс, обезоруженный Венерой. Однако работа для Академии не была выполнена; а последняя не завершена из-за новых проблем со здоровьем.
В 1788 году Маццола был вызван королём Сардинии Виктором Амадеем III и 7 июля назначен придворным живописцем. На пике своего успеха Джузеппе Маццола создал множество картин, связанных с заказами правящей семьи и двора, в том числе портрет короля, который будет выставлен в актовом зале Академии наук.
В 1804 году у художника возникла серьёзная проблема со здоровьем: ганглий в суставе правой руки переродился до необходимости ампутации. Биографы сходятся во мнении о силе духа художника, который всего через сорок дней поле операции вновь посвятил себя искусству живописи левой рукой. «Автопортрет на меди», переданный в дар Академии Брера, где он хранится до сих пор, является одной из первых работ этого нового этапа, наряду с «Гением живописи, оплакивающим потерю правой руки», также переданным в дар Академии.
В 1805 году Джузеппе Маццола участвовал в выставке Академии Брера, организованной в честь провозглашения Наполеона королём Италии: в дополнение к двум вышеупомянутым картинам и другим работам, предшествовавшим ампутации руки, Маццола показал картину «Святое семейство» (ныне хранящееся в Галерее современного искусства, Милан), которую он создал левой рукой. По этому случаю художника представили Наполеону, который порекомендовал вице-королю Италии Эжену де Богарне обратить на художника внимание, после чего Джузеппе Маццола стал профессором колористики Академии Брера и заместителем директора Королевской галереи Брера. Он также стал преемником Мартина Кноллера в качестве преподавателя живописи в Миланской Академии, а также консерватором (хранителем) Пинакотеки Брера.
Летом 1820 года больной Маццола остался в Вальдудже, откуда, предположительно, переехал в Турин, чтобы подарить некоторые произведения королеве Марии Терезии.
В 1828 году король Сардинии Карло Феличе назначил Маццолу иностранным членом Туринской академии изящных искусств.
В 1829 году Джузеппе Маццола в последний раз участвовал в постоянной выставке живописи и написал свою последнюю картину — «Мадонну». Его имя появляется в 1831 году среди основателей Общества поощрения изучения рисования в Валсесии (Società d’incoraggiamento allo studio del disegno in Valsesia). В 1834 году он прекратил работу в Академии и галереях Брера. Художник скончался в Милане 24 ноября 1838 года.

## Галерея

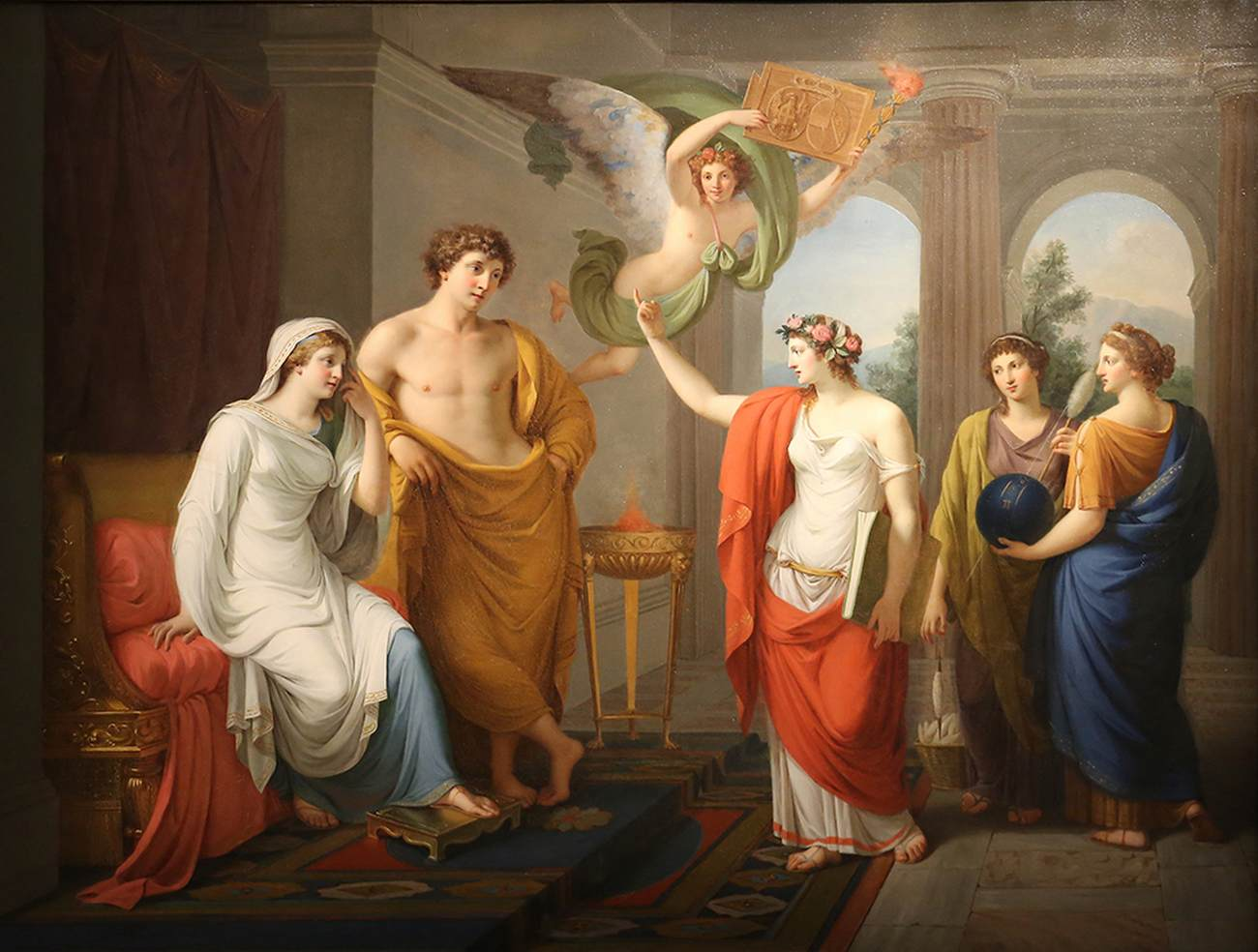
Свадьба Пелея и Фетиды. 1789. Холст, масло. Савойская галерея, Турин
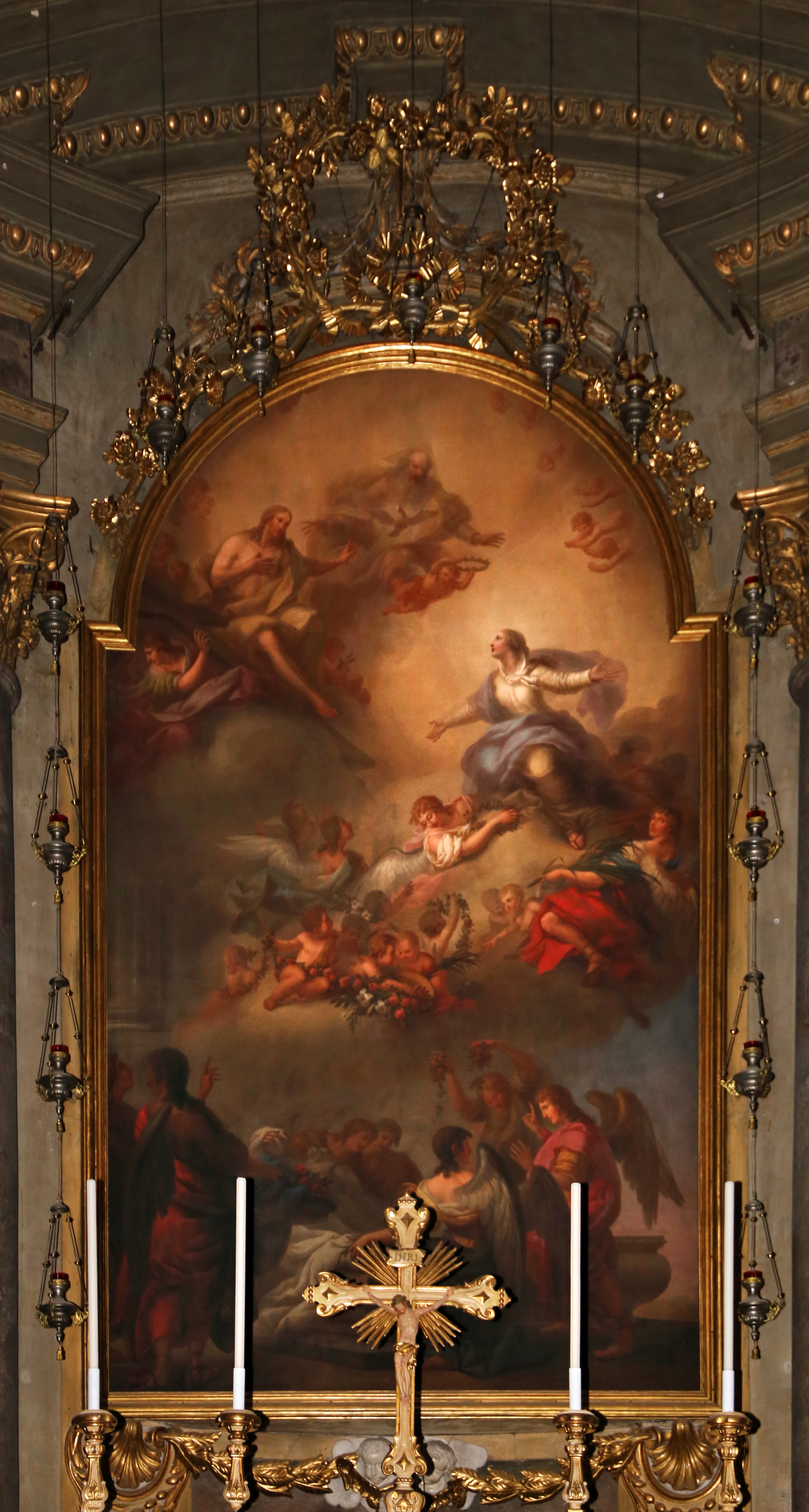
Ассунта (Вознесение Девы Марии). Церковь Санта-Мария-Маджоре, Верчелли
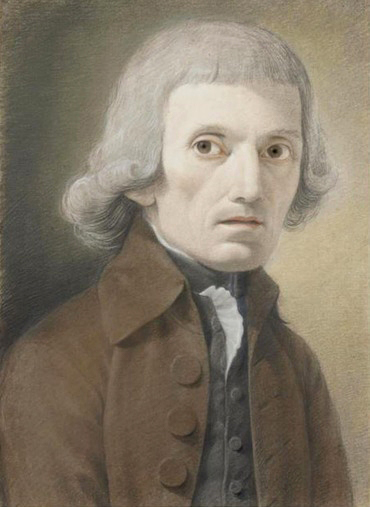
Портрет поэта Джузеппе Парини. 1793. Бумага, пастель. Муниципальный музей, Комо
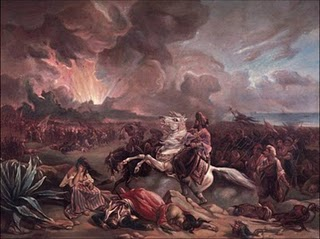
Атака Ибрагима-паши на Месолонгион. Холст, масло. Городской музей, Месолонгион, Греция